# Cabinet Kok II
Pour les articles homonymes, voir Cabinet Kok.
 (septembre 2023).
Si vous disposez d'ouvrages ou d'articles de référence ou si vous connaissez des sites web de qualité traitant du thème abordé ici, merci de compléter l'article en donnant les références utiles à sa vérifiabilité et en les liant à la section « Notes et références ».
Royaume des Pays-Bas
Kok I Balkenende I
Le cabinet Kok II (en néerlandais : Kabinet-Kok II) est le gouvernement du Royaume des Pays-Bas entre le 3 août 1998 et le 22 juillet 2002, durant la 31e législature de la Seconde Chambre des États généraux.

## Historique du mandat
Dirigé par le Premier ministre travailliste sortant Wim Kok, ce gouvernement est constitué par une « coalition violette » entre le Parti travailliste (PvdA), le Parti populaire libéral et démocrate (VVD) et les Démocrates 66 (D66). Ensemble, ils disposent de 97 représentants sur 150, soit 64,7 % des sièges de la Seconde Chambre.
Il est formé à la suite des élections législatives du 6 mai 1998.
Il succède donc au cabinet Kok I, constitué et soutenu par une coalition identique.

### Formation
Au cours du scrutin parlementaire, le PvdA conforte sa position de premier parti des Pays-Bas avec huit nouveaux sièges, tandis que le VVD devient la deuxième force politique néerlandaise en gagnant sept élus. Il devance ainsi l'Appel chrétien-démocrate (CDA), principale formation de l'opposition. À l'inverse, les D66 sont en net repli avec dix mandats en moins, soit une représentation parlementaire diminuée de 40 %. Cet échec est cependant compensé par les gains des autres partenaires de coalition, la majorité sortante gagnant cinq représentants à la Seconde Chambre.
Après trois mois de négociations, les trois partis au pouvoir s'accordent pour confirmer leur coalition. Le 3 août, Wim Kok présente à la reine une équipe de 15 ministres, dont quatre femmes.

### Succession
Le gouvernement remet sa démission collective le 16 avril 2002, à un mois des élections législatives, pour assumer la responsabilité de l'État dans les manquements des Casques bleus néerlandais installés à Sarajevo au cours de la guerre de Bosnie-Herzégovine, soulevés par un rapport d'une institution publique.
Lors des élections du 15 mai suivant, Wim Kok se retire de la vie politique au profit d'Ad Melkert, mais le meurtre du populiste Pim Fortuyn bouleverse le paysage politique. Tandis que le PvdA dévisse à la quatrième place et que le CDA redevient le premier parti du pays, la Liste Pim Fortuyn (LPF) surgit directement à la deuxième place des forces politiques. Deux mois de négociations sont nécessaires au chrétien-démocrate Jan Peter Balkenende pour constituer son premier exécutif.

## Composition
- Les nouveaux ministres sont indiqués en gras, ceux ayant changé d'attributions en italique.

| Fonction                                                                   | Titulaire                                       | Titulaire                                            | Parti |
| -------------------------------------------------------------------------- | ----------------------------------------------- | ---------------------------------------------------- | ----- |
| Premier ministre Ministre des Affaires générales                           |                                                 | Wim Kok                                              | PvdA  |
| Vice-Première ministre Ministre des Affaires économiques                   |                                                 | Annemarie Jorritsma                                  | VVD   |
| Vice-Première ministre Ministre de la Santé, du Bien-être et des Sports    |                                                 | Els Borst                                            | D66   |
| Ministre des Affaires étrangères                                           |                                                 | Jozias van Aartsen                                   | VVD   |
| Ministre de l'Aide au développement                                        |                                                 | Eveline Herfkens                                     | PvdA  |
| Ministre de la Justice                                                     |                                                 | Benk Korthals                                        | VVD   |
| Ministre de l'Intérieur et des Relations au sein du Royaume                |                                                 | Bram Peper (jusqu'au 13/03/2000)                     | PvdA  |
| Ministre de l'Intérieur et des Relations au sein du Royaume                |                                                 | Roger van Boxtel (par intérim)                       | D66   |
| Ministre de l'Intérieur et des Relations au sein du Royaume                |                                                 | Klaas de Vries (à partir du 24/03/2000)              | PvdA  |
| Ministre de l'Éducation, de la Culture et de la Science                    |                                                 | Loek Hermans                                         | VVD   |
| Ministre des Finances                                                      |                                                 | Gerrit Zalm                                          | VVD   |
| Ministre de la Défense                                                     |                                                 | Frank de Grave                                       | VVD   |
| Ministre du Logement, de l'Aménagement du territoire et de l’Environnement |                                                 | Jan Pronk                                            | PvdA  |
| Ministre des Grandes villes et de l'Intégration                            |                                                 | Roger van Boxtel                                     | D66   |
| Ministre des Transports et des Eaux                                        |                                                 | Tineke Netelenbos                                    | PvdA  |
| Ministre de l'Agriculture, de la Protection de la nature et de la Pêche    |                                                 | Haijo Apotheker (jusqu'au 07/06/1999)                | D66   |
| Ministre de l'Agriculture, de la Protection de la nature et de la Pêche    | Laurens Jan Brinkhorst (à partir du 08/06/1999) |                                                      | D66   |
| Ministre des Affaires sociales et de l’Emploi                              |                                                 | Klaas de Vries (jusqu'au 24/03/2000) Willem Vermeend | PvdA  |